# Saint-Martin-d'Oydes
Saint-Martin-d'Oydes è un comune francese di 260 abitanti situato nel dipartimento dell'Ariège nella regione dell'Occitania.

## Società

### Evoluzione demografica
Abitanti censiti